# Walther von Lüttwitz

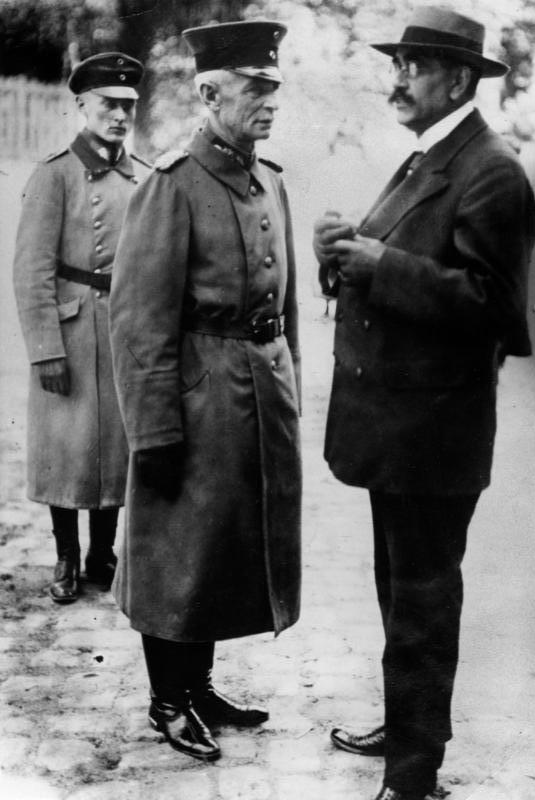
Walter Lüttwitz (en el centro) con Gustav Noske (derecha).

Walther von Lüttwitz o Walther Freiherr von Lüttwitz (2 de febrero de 1859-20 de septiembre de 1942) fue un general alemán que luchó en la Primera Guerra Mundial. Lüttwitz es más conocido por ser la fuerza impulsora detrás del Golpe de Estado de Kapp (1920), que intentó reemplazar el gobierno democrático de la República de Weimar con una dictadura de derechas.

## Primeros años
Nació el 2 de febrero de 1859 en Bodland cerca de Kreuzburg en Silesia, parte de Prusia. Su padre era Ernst von Lüttwitz (1823-92), Oberförster ("jefe de guardabosque"), Hauptmann (capitán) y Deichhauptmann ("supervisor de diques"). Su madre era Cecile (1835-1910), hija de Heinrich Graf Strachwitz von Groß-Zauche und Camminetz.

## Carrera militar
Lüttwitz recibió su formación militar en 1878-87, concluyendo como oficial. Luego asistió a la Kriegsakademie en 1887-90. Entre 1890 y 1912 cumplió varias misiones del ejército. En 1912, Lüttwitz fue nombrado Oberquartiermeister en el Großer Generalstab (Estado mayor alemán). Guillermo de Prusia los describió como: "mehr Truppenführer als Armeechef, mehr Blücher als Gneisenau" ("más líder de hombres que jefe de ejército, más Blücher que Gneisenau").
Durante la Primera Guerra Mundial, Lüttwitz ocupó varios cargos militares de alto cargo. Al estallido de la guerra, fue nombrado Jefe de Personal en el 4.º Ejército. En septiembre de 1915, fue comandante del 10.º Cuerpo de Ejército y participó en la Segunda Batalla de Champagne. En 1916, fue Jefe de Personal del 5.º Ejército (cuyo comandante en jefe entonces era el príncipe Guillermo) y logró minimizar los ataques militares, secuelas de la carga de recursos en la Batalla de Verdún.[cita requerida]
En noviembre de 1916, Lüttwitz comandó el 3.º cuerpo de ejército. Habiendo recibido la orden Pour le Mérite en el verano de 1916, en marzo de 1918 comandó durante la Kaiserschlacht cerca de San-Quentín/La Fère y por sus acciones recibió las "hojas de roble" además de esta medalla. En agosto de 1918, Lüttwitz se convirtió en General der Infantrie.

## Posguerra
Después del armisticio y la Revolución alemana en 1918, el 28 de diciembre la Rat der Volksbeauftragten, el gobierno alemán provisional, lo nombró comandante-en-jefe del ejército alemán en Berlín y proximidades (Befehlshaber der Truppen in und um Berlín y Oberbefehlshaber in den Marken). Además de estar al mando de todas las fuerzas regulares de la desmovilización del Ejército Imperial en aquella región, estuvo también a cargo de todos los Freikorps en el área. Fue apodado como el "Padre de los Freikorps" cuando se basó en gran medida de estas unidades paramilitares a finales de 1918 e inicios de 1919 después de que las tropas regulares habían resultado ser poco fiables.
En su cargo,  dirigió la represión del Levantamiento Espartaquista por los Freikorps en enero de 1919 bajo las órdenes del ministro de Defensa Gustav Noske. En marzo de 1919, el cargo de Lüttwitz fue rebautizado como Oberbefehlshaber des Reichswehr-Gruppenkommandos 1. En mayo de 1919, el gobierno lo nombró comandante supremo de todas las tropas militares del Reich en caso de emergencia o guerra. Sin embargo, incluso en aquella época, Lüttwitz hacía demandas políticas fuera del área de responsabilidad de un comandante militar, como prohibir huelgas y la abolición de revueltas.: 216 

## Golpe de Estado de Kapp
Apoyado por muchos miembros del Reichswehr, Lüttwitz fue un abierto opositor del Tratado de Versalles, que fue firmado en junio de 1919. Le preocupaba que las estipulaciones del tratado podrían causar la desintegración del ejército durante su periodo de reorganización y que no le gustaba en especial los artículos del tratado que demandaban la reducción del ejército a 100.000 hombres, disolución de los Freikorps, y la extradición de aproximadamente 900 soldados que los Aliados acusaron de crímenes de guerra. Planeó desafiar estas estipulaciones del tratado. Ya en julio de 1919, Lüttwitz estuvo involucrado en participar en un complot hacia la República de Weimar y reemplazar el gobierno de Friedrich Ebert con una dictadura militar.
El 29 de febrero de 1920, el ministro de Defensa Noske ordenó la desintegración de dos de los más poderosos Freikorps, el Marinebrigade Loewenfeld y el Marinebrigade Ehrhardt. El comandante del último, Korvettenkapitän Hermann Ehrhardt, declaró que la unidad rechazaría la disolución.: 51  El 30 de febrero,¿? se escenifica un desfile sin invitar a Noske.: 218  Lüttwitz dijo en el desfile que no "aceptaría" la pérdida de una unidad importante. Muchos de los oficiales de Lüttwitz estuvieron horrorizados en este abierto rechazo de la autoridad del gobierno y trataron de intervenir mediante una reunión entre von Lüttwitz y los dirigentes de los dos importantes partidos de derecha. Lüttwitz escuchó y recordó sus ideas, pero no fue disuadido de su curso de acción.: 218  Noske luego manda a retirar la Marinebrigade de Lüttwitz. Lüttwitz ignoró la orden, pero estuvo de acuerdo en reunirse con el presidente Ebert, sugerido por su personal.
En el anochecer del 10 de marzo, Lüttwitz vino con su personal a la oficina de Ebert. Ebert también había solicitado a Noske a asistir. Lüttwitz, sobre la base de demanda de los partidos derechistas, añadió su propio. Ahora exigió la disolución inmediata de la Asamblea Nacional, elecciones nuevas para el Reichstag, el nombramiento de tecnócratas (Fachminister) como secretarios de Relaciones Exteriores, Economía y Finanzas, el despido del general Walther Reinhardt como Chef der Heeresleitung, su propio nombramiento como comandante supremo del ejército regular y la revocación de los órdenes de disolución para el Marinebrigade. Ebert y Noske rechazaron estas demandas. Noske le dijo a Lüttwitz que esperaba su renuncia al día siguiente.: 219 
En vez de dimitir, Lüttwitz fue a Döberitz el 11 de marzo y preguntó a Ehrhardt si sería capaz de ocupar Berlín esa misma noche. Ehrhardt dijo que necesitaban otro día, pero por la mañana del 13 de marzo podrían estar en el centro de Berlín con sus soldados. Lüttwitz dio la orden, y Ehrhardt comenzó sus preparaciones. Fue solo en ese punto en que Lüttwitz lideró el grupo conocido como Nationale Vereinigung en la trama. Estos incluían al miembro del DNVP Wolfgang Kapp, al general retirado Erich Ludendorff, así como Waldemar Pabst y Traugott von Jagow, el último jefe de policía del antiguo Reich.: 219 : 50–51 : 25  Su objetivo era establecer un régimen autoritario (pero no una monarquía) con un regreso a la estructura federal del Imperio. Lüttwitz les solicitó estar preparados para tomar el gobierno el 13 de marzo.: 219–220  Lüttwitz no había sido rechazado, pero solo suspendido de su cargo el 11 de marzo.: 51 
En la mañana del 13 de marzo, el Marinebrigade logró la Puerta de Brandeburgo, donde fue conocido por Lüttwitz, Ludendorff, Kapp y sus seguidores. Poco después, los golpistas se trasladaron a la Cancillería del Reich (Reichskanzlei).: 222  Apoyado por un batallón del Reichswehr regular, ocuparon una cuarta parte del edificio de gobierno.: 26  Kapp se autoproclamó Canciller (Reichskanzler) y formó un gobierno provisional.: 26  Lüttwitz ejerció como comandante de las fuerzas armadas y ministro de Defensa.
A pesar de que el golpe fue apoyado por comandantes militares, algunos conservadores y grupos promonarquía alrededor del Reich, las filas burocráticas se negaron en su mayoría a participar en el acto. Una huelga general, llamado por el gobierno legítimo, los sindicatos y los partidos de la izquierda paralizaron el país e imposibilitaron al Kapp gobernar. Después de las negociaciones con aquellos miembros del gobierno legítimo establecido en Berlín, Kapp dimitió el 17 de marzo, pero Lüttwitz intentó aferrarse por otro día como jefe de una dictadura militar. Cuándo Lüttwitz ofreció su dimisión el 18 de marzo, el vicerrector Eugen Schiffer aceptó concederle derechos de pensión vitalicia. Schiffer también solicitó que Lüttwitz tendría que dejar el país hasta que la Asamblea Nacional había decidido en la cuestión de una amnistía e incluso le ofreció un pasaporte falso y dinero.: 229–230 

## Vida posterior
Después del derrumbamiento del golpe, Lüttwitz viajó primero a Sajonia y más tarde a Hungría.: 26  Usó un pasaporte proporcionado por seguidores del departamento de policía del Berlín.: 231  Lüttwitz regresó a Alemania después de una amnistía en 1924. Volvió a Silesia y apoyó el DNVP pero no fue políticamente activo. En 1931, pidió la creación del Frente de Harzburg y en 1933 felicitó al ministerio del Interior Wilhelm Frick por el exitoso Machtergreifung (toma del poder) por el NSDAP. Su libro, Im Kampf gegen die November-Republik fue publicado en 1934.

## Vida privada
Lüttwitz se casó dos veces. En 1884 en Nimkau, se casó con Louise (1864-1918), hija del austríaco Hauptmann Viktor Graf von Wengersky y Eleonore Gräfin Haller von Hallerstein. En 1921 en Salzburgo,  se casó con Adelheid (1869-1956), hija de Johann Freiherr Sardagna von Meanberg und Hohenstein e Irma von Dorner. Con Louise, Lüttwitz tuvo tres hijas y un hijo. Su hijo era Smilo Freiherr von Lüttwitz. Su hija Maria se casó con Kurt von Hammerstein-Equord.
Lüttwitz falleció el 20 de septiembre de 1942 en Breslavia.